# Horst Schmidt-Dornedden
Horst A. Schmidt-Dornedden (* 20. März 1921 in Hamburg) ist ein ehemaliger deutscher Diplomat, der unter anderem zwischen 1974 und 1979 Botschafter der Bundesrepublik Deutschland in Jordanien sowie im Anschluss von 1979 bis 1982 Botschafter im Libanon war.

## Leben
Schmidt-Dornedden absolvierte nach dem Abitur ein Studium an der Fakultät für Rechts- und Staatswissenschaften der Universität Hamburg und legte dort am 1. August 1952 seine Promotion mit der Dissertation Grundlagen und Entwicklung des Föderalismus in den Vereinigten Staaten von Amerika bis zur Verfassung von 1787 ab. Als Mitarbeiter des Höheren Auswärtigen Dienstes fand er Verwendung in der Zentrale des Auswärtigen Amtes in Bonn sowie in verschiedenen Auslandsvertretungen. 1970 war er als Botschaftsrat Ständiger Vertreter des Botschafters in Marokko und wurde in dieser Funktion am 15. September 1971 zum Botschaftsrat Erster Klasse befördert, ehe er am 2. November 1971 ins Bundespräsidialamt abgeordnet wurde. Dort war er Ministerialrat und Leiter des Referats für Auswärtige Angelegenheiten und nahm in dieser Zeit vom 27. bis 29. November 1973 am Staatsbesuch von Bundespräsident Gustav Heinemann in Luxemburg teil, dem ersten Besuch eines deutschen Staatsoberhaupts in Luxemburg überhaupt.
1974 wurde Schmidt-Dornedden Nachfolger von Alois Schlegl Botschafter der Bundesrepublik Deutschland in Jordanien und bekleidete diesen Posten bis August 1979, woraufhin er durch Hermann Munz abgelöst wurde. In dieser Funktion unterzeichnete er am 25. November 1976 für die Bundesrepublik Deutschland ein Abkommen mit dem späteren Finanzminister von Jordanien, Hanna Odeh, über die finanzielle Zusammenarbeit beider Staaten.
Im Anschluss übernahm er im August 1979 von Rüdiger von Pachelbel das Amt des Botschafters im Libanon und verblieb dort bis 1982. Sein Nachfolger als Botschafter im Libanon wurde 1982 Tono Eitel. Er selbst wurde am 5. November 1982 Generalkonsul in San Francisco und verblieb in dieser Verwendung bis zu seiner Versetzung in den Ruhestand 1986.

## Veröffentlichung
- Grundlagen und Entwicklung des Föderalismus in den Vereinigten Staaten von Amerika bis zur Verfassung von 1787, Dissertation, Universität Hamburg 1952